# دائرة بئر العاتر
دائرة بئر العاتر إحدى دوائر ولاية تبسة الجزائرية . عاصمتها هي بئر العاتر وتضم بلديات :
- العقلة المالحة
- بئر العاتر